# Рейсон, Владимир Михайлович
Владимир Михайлович Рейсон (род. 28 декабря 1926, Ленинград) — советский тренер по спортивной гимнастике. Заслуженный тренер СССР.

## Биография
Родился в 1926 году в Ленинграде.
Участник Великой Отечественной войны, гвардии красноармеец. Занимался педагогической деятельностью: был старшим преподавателем в Ленинградском государственном педагогическом институте имени А. И. Герцена в 1949—1953 гг.
В 1950 году окончил ГДОИФК имени П. Ф. Лесгафта и решил посвятить себя тренерской деятельности. В 1959—1970 гг. — тренер ДСО «Труд» и ДСО «Зенит» (в Ленинграде). Тренер сборной Ленинграда по лёгкой атлетике в 1965—1970 гг. Организатор и руководитель ДЮСШ «Зенит» (Ленинград) в 1965—1973 гг.
За годы своей работы подготовил множество выдающихся легкоатлетов. Среди его учеников — Е. Пулевская, А. Соколов, Г. Ложкин, а также Н. Кучинская, чемпионка Олимпийских игр 1968 года и серебряный призёр чемпионата Европы.
В 1968 году за свои успехи на тренерском поприще был удостоен почётного звания «Заслуженный тренер СССР».
Проживает в США с 1973 года.
Награждён медалями «За отвагу» (11.03.1945), «За оборону Ленинграда», «За победу над Германией в Великой Отечественной войне 1941—1945 гг.».

### Интересные факты
- Советский живописец А. П. Левитин написал портрет В. М. Рейсона к III Всесоюзной художественной выставке «Физкультура и спорт», состоявшейся в Москве в 1971 году[4].